# Eleições presidenciais na Finlândia em 2012
As eleições presidenciais na Finlândia em 2012 ocorreram em primeiro turno em 22 de janeiro, e em segundo turno em 5 de fevereiro.
O vencedor foi Sauli Niinistö, com 63% dos votos. Oito candidatos participaram no primeira turno, sem nenhum ter conseguido mais de 50%.
Por esse motivo, houve uma segunda volta, disputada pelos dois candidatos melhor posicionados nesta primeira ronda. Os eleitores finlandeses elegem - por sufrágio direto - um presidente para o período de 6 anos. A atual presidente Tarja Halonen, que foi eleita em 2000, e reeleita em 2006, foi impedida de se candidatar ao terceiro mandato, pelo limite de mandato.

## Resultados
| Partido                                       | Partido                               | Candidato         | Votos     | Votos (%) |
| --------------------------------------------- | ------------------------------------- | ----------------- | --------- | --------- |
|                                               | Partido da Coligação Nacional         | Sauli Niinistö[1] | 1 131 254 | 36,84%    |
|                                               | Aliança dos Verdes                    | Pekka Haavisto[1] | 574 275   | 18,7%     |
|                                               | Partido do Centro                     | Paavo Väyrynen    | 536 555   | 17,47%    |
|                                               | Partido dos Verdadeiros Finlandeses   | Timo Soini        | 287 571   | 9,37%     |
|                                               | Partido Social Democrata da Finlândia | Paavo Lipponen    | 205 111   | 6,68%     |
|                                               | Aliança de Esquerda                   | Paavo Arhinmäki   | 167 663   | 5,46%     |
|                                               | Partido Popular Sueco                 | Eva Biaudet       | 82 598    | 2,69%     |
|                                               | Partido Democrata-Cristão             | Sari Essayah      | 75 744    | 2,47%     |
| Totais                                        | Totais                                | Totais            | 3 060 771 |           |
| Votos Nulos                                   | Votos Nulos                           | Votos Nulos       | 9 658     | 0,31%     |
| [1]Segundo turno                              |                                       |                   |           |           |
| Fonte: Ministério da Justiça (Primeiro turno) |                                       |                   |           |           |

| Partido                                      | Partido                       | Candidato         | Votos     | Votos (%) |
| -------------------------------------------- | ----------------------------- | ----------------- | --------- | --------- |
|                                              | Partido da Coligação Nacional | Sauli Niinistö[1] | 1 802 328 | 62,04%    |
|                                              | Aliança dos Verdes            | Pekka Haavisto    | 1 077 425 | 37,09%    |
| Totais                                       | Totais                        | Totais            | 2 879 753 |           |
| Votos Nulos                                  | Votos Nulos                   | Votos Nulos       | 25 133    | 0,87%     |
| [1]Vencedor                                  |                               |                   |           |           |
| Fonte: Ministério da Justiça (Segundo turno) |                               |                   |           |           |

Sauli Niinistö venceu a segunda ronda das Eleições Presidenciais na Finlândia em 2012, sendo assim o 12.o presidente do país.

## Candidatos
Oito candidatos concorreram à Presidência na eleição:
|                                                    |                                        |                                                                        |                                                   |                                                     |                                   |                                                                           |                                                 |
|                                                    |                                        |                                                                        |                                                   |                                                     |                                   |                                                                           |                                                 |
| Pekka Haavisto                                     | Timo Soini                             | Paavo Väyrynen                                                         | Paavo Lipponen                                    | Sauli Niinistö                                      | Sari Essayah                      | Eva Biaudet                                                               | Paavo Arhinmäki                                 |
| Aliança dos Verdes                                 | Partido dos Verdadeiros Finlandeses    | Partido do Centro                                                      | Partido Social Democrata da Finlândia             | Partido da Coligação Nacional                       | Partido Democrata-Cristão         | Partido Popular Sueco                                                     | Aliança de Esquerda                             |
| Membro do Parlamento, ex-ministro do Meio Ambiente | Membro do Parlamento, líder do partido | Ex-ministro dos Negócios Estrangeiros, ex-ministro do Comércio Externo | Ex-primeiro-ministro, ex-presidente do Parlamento | Ex-ministro da Finança, ex-presidente do Parlamento | Membro do Parlamento Europeu      | Ouvidora de Justiça das Minorias, ex-ministra da Saúde e Serviços Sociais | Ministro da Cultura e Esporte, líder do partido |
| Número eleitoral: 2                                | Número eleitoral: 3                    | Número eleitoral: 4                                                    | Número eleitoral: 5                               | Número eleitoral: 6                                 | Número eleitoral: 7               | Número eleitoral: 8                                                       | Número eleitoral: 9                             |
| Nomeado em 11 de junho de 2011                     | Nomeado em 15 de outubro de 2011       | Nomeado em 29 de outubro de 2011                                       | Nomeado em 8 de outubro de 2011                   | Nomeado em 22 de outubro de 2011                    | Nomeado em 26 de novembro de 2011 | Nomeado em 22 de outubro de 2011                                          | Nomeado em 20 de novembro de 2011               |